# اختبار اللغة الألمانية للقبول الدراسي
اختبار اللغة الألمانية للالتحاق بالجامعة (بالألمانية: DSH: Deutsche Sprachprüfung für den Hochschulzugang للاختصار) هو اختبار إتقان اللغة المطلوب للالتحاق بالجامعات في جمهورية ألمانيا الاتحادية.
يتكون من امتحان كتابي وشفوي، الامتحان الكتابي هو شرط مسبق للفحص الشفوي. يُسمح للطلاب بتكرار الاختبار بقدر ما يريدون، ويمكنهم استخدام قاموس ألماني-ألماني أثناء الاختبارات الكتابية.
مقياس الدرجات من DSH ما بين 1 - 3 مع 3 أفضل درجة ممكنة. يتم أيضًا تقديم تفاصيل تفصيلية عن النسبة المئوية المحققة في كل جزء من الامتحان في الشهادة التي يتلقاها مقدم الامتحان.
مستويات الكفاءة وفقًا للإطار المرجعي الأوروبي المشترك (CEFR):
*(DSH 1 ≥57٪): المستوى B2
*(DSH 2 ≥67٪): المستوى C1
*(DSH 3 ≥82٪): المستوى C2

## الامتحان التحريري (الكتابي) (Schriftlich)
يتكون من الأجزاء التالية:
- فهم الاستماع واستخدام اللغة من نص الاستماع
- فهم القراءة واستخدام اللغة من نص قراءة
- فهم وتطبيق اللغة في اللغة الأكاديمية

## الامتحان الشفوي (Mündlich)
يستغرق الامتحان الشفوي حوالي 20 دقيقة. تقدم بعض المؤسسات إمكانية الاعفاء من الامتحان الشفوي بإظهار مستوى ممتاز في الامتحان التحريري.
خلال الفحص الشفوي سيتم النظر في النقاط التالية:
هل اللغة التي تستخدمها تتوافق بشكل كاف مع السؤال / المهمة؟
هل أنت قادر على التعبير عن نفسك بشكل مستقل من وجهة نظر متباينة؟
هل اللغة التي تستخدمها صحيحة؟
هل نطقك وتجويدك مفهوم؟

## مواعيد الامتحان
تختلف مواعيد الامتحانات من جامعة إلى اخره ومن مركز إلى اخر، لذلك يجب مراجعة موقع الويب الخاص بكل جامعة للحصول على مواعيد الامتحانات والتسجيل فيها.
صفحات ذات صله
*امتحان مستوي اللغة الانجليزيه آيلتس